# Marcel Costa
Marcel Costa Gras (Guardiola de Berguedà, Cataluña; 4 de noviembre de 1978) es un expiloto de automovilismo que fue campeón del Campeonato de España de F3 en 2002 y único campeón español de la Fórmula Renault Elf Campus/F4 Francesa hasta la fecha. Es hermano del también expiloto Aleix Costa Gras, fallecido en 2020.

## Trayectoria

### Monoplazas franceses
Influenciados por su padre, los dos hermanos recibieron un kart a los 7 años. En 1994 y durante 1995 participaron en campeonatos regionales y en el nacional de karting. En 1996 Aleix es seleccionado junto a Ander Vilariño por el programa Piloto Elf Campus para disputar toda la temporada de la Fórmula Renault Elf Campus. Un año después Marcel sería el elegido para el programa (junto a Antonio García), que aprovecharía al máximo para proclamarse vencedor del campeonato.
Como premio a su mérito ascendió directamente al Campeonato de Francia de Fórmula Renault, donde terminó decimoquinto tras casi lograr un podio y posteriormente a la F3 francesa, dentro de la clase secundaria, donde a pesar de lograr dominar uno de las primeras rondas disputadas en Magny Cours, debía decir adiós a la temporada a mitad del campeonato por falta de presupuesto.

### Etapa española
Tras la aventura francesa, en el 2000 su familia logra reunir el presupuesto para disputar la temporada 2000 de la Fórmula SuperToyota, aunque sin grandes resultados. Gracias a su palmarés francés, GTA Motor Competición le ficha para la primera temporada del campeonato de España de Fórmula 3, donde queda séptimo final, consiguiendo una victoria en el Circuito del Jarama como resultado más destacado. Para 2002 cambiaría a la escudería de Emilio de Villota EV Racing. Se proclamaría vencedor del certamen con una ronda aún por disputarse tras acabar prácticamente todas las carreras disputadas en el podio. A finales de ese año también participó en el Corea Super Prix y en el Gran Premio de Macao.
Tras ello, en 2003 y gracias a Toni Cano disputó el Campeonato de España de GT a tiempo completo con un Ferrari Módena de la clase GTB junto a Iñaki Goiburu, donde con opciones de campeonar hasta la última ronda finalmente quedaron como terceros, con una décima plaza en la general.
Para 2004 esperaba disputar el FIA GT con un vehículo de la clase GTA, pero finalmente tampoco saldría adelante este proyecto.

### Turismos
Tras apariciones esporádicas por los circuitos nacionales durante 2005 (donde logró vencer las 24 Horas de Barcelona), en 2006 tras la destitución de Antonio García por parte del BMW Team Italia-España (dirigido por Roberto Ravaglia), se preparó un duelo de pilotos entre Costa y Ander Vilariño por el asiento, que ganó finalmente Costa. Disputó pues como piloto oficial la primera parte del Campeonato Mundial de Turismos con el nuevo BMW 320si. Después de un mal comienzo de temporada sin puntos anotados, Costa fue reemplazado en el equipo después de solo cuatro rondas por el piloto holandés Duncan Huisman.
La temporada siguiente pilotaría junto a su hermano en la primera temporada del Open de España de Resistencia, donde se proclamarían vencedores absolutos por delante de Álvaro Rodríguez Sastre.

## Resumen de carrera
| Temporada | Categoría                        | Equipo                    | Carreras | Victorias | Poles | VR  | Podios | Puntos | Pos. |
| --------- | -------------------------------- | ------------------------- | -------- | --------- | ----- | --- | ------ | ------ | ---- |
| 1997      | Fórmula Campus Elf Renault       | Elf La Filière            | ?        | ?         | ?     | ?   | ?      | ?      | 1.º  |
| 1998      | Fórmula Renault Francesa         | Elf La Filière España     | 12       | 0         | 0     | 0   | 0      | 22     | 15.º |
| 1999      | Fórmula 3 Francesa - Promoción   | Elf La Filière España     | 8        | 2         | 0     | 3   | 3      | 91     | 10.º |
| 2000      | Fórmula SuperToyota              | Team F1rst Racing         | 10       | 0         | 0     | 0   | 0      | 4      | 18.º |
| 2001      | Fórmula 3 Española               | GTA Motor Competición     | 13       | 1         | 1     | 0   | 2      | 113    | 7.º  |
| 2001      | 24 Horas de Barcelona            | Escudería GM-R            |          |           |       |     |        |        | 41.º |
| 2002      | Fórmula 3 Española               | EV Racing                 | 11       | 2         | 2     | 3   | 9      | 190    | 1.º  |
| 2002      | Gran Premio de Macao             | Team Ghinzani             | N/A      | N/A       | N/A   | N/A | N/A    | N/A    | NF   |
| 2002      | Corea Super Prix                 | Team Ghinzani             | N/A      | N/A       | N/A   | N/A | N/A    | N/A    | 29.º |
| 2003      | Campeonato de España de GT       | Antonio Cano              | 6        | 0         | 0     | 0   | 1      | 159    | 10.º |
| 2003      | Campeonato de España de GT - GTB | Antonio Cano              | 6        | 2         | ?     | ?   | 4      | 75     | 3.º  |
| 2003      | 24 Horas de Barcelona            | Baporo Motorsport         |          |           |       |     |        |        | 3.º  |
| 2005      | Trofeo Vodafone Maserati Europa  | Pirelli VIP               | 1        | 0         | 0     | 0   | 0      | ?      | ?    |
| 2005      | Campeonato de España de GT       | Automòbil Club D'Andorra  | 1        | 0         | 0     | 0   | 0      | ?      | ?    |
| 2005      | 24 Horas de Barcelona            | Baporo Motorsport Nostrum | N/A      | N/A       | N/A   | N/A | N/A    | N/A    | 1.º  |
| 2006      | WTCC                             | BMW Team Italy-Spain      | 8        | 0         | 0     | 0   | 0      | 0      | NC   |
| 2006      | 24 Horas de Barcelona            | Baporo Motorsport Nostrum |          |           |       |     |        |        | 2.º  |
| 2007      | Open de España de Resistencia    | ?                         | 12       | 1         | ?     | ?   | 5      | 186    | 1.º  |
| 2008      | 24 Horas de Barcelona            | Haulotte                  | N/A      | N/A       | N/A   | N/A | N/A    | N/A    | NF   |
| Fuente:   |                                  |                           |          |           |       |     |        |        |      |

## Resultados

### F3 Española
| Año  | Competición                | Escudería             | 1   | 2   | 3   | 4   | 5   | 6   | 7   | 8   | 9   | 10  | 11  | 12  | 13  | Pts | Pos |
| 2001 | Campeonato de España de F3 | GTA Motor Competición | VAL | VAL | JAR | JAR | EST | EST | ALB | ALB | JAR | VAL | VAL | CAT | CAT | 113 | 7.º |
| ---- | -------------------------- | --------------------- | --- | --- | --- | --- | --- | --- | --- | --- | --- | --- | --- | --- | --- | --- | --- |
| 2001 | Campeonato de España de F3 | GTA Motor Competición | 6   | 8   | 2   | 10  | Ret | 13  | 8   | 8   | 1   | 5   | 7   | 6   | Ret | 113 | 7.º |
| 2002 | Campeonato de España de F3 | EV Racing             | ALB | ALB | JER | JER | EST | EST | VAL | JER | JER | JAR | JAR | CAT | CAT | 190 | 1.º |
| 2002 | Campeonato de España de F3 | EV Racing             | 2   | 3   | 1   | 1   | 4   | 3   | 4   | 3   | 3   | 3   | 3   | DNS | DNS | 190 | 1.º |

### GP de Macao
| Año  | Escudería     | Q1 | Q2 | Pos. |
| ---- | ------------- | -- | -- | ---- |
| 2002 | Team Ghinzani | 15 | 20 | NF   |

### Campeonato Mundial de Turismos
| Año  | Escudería            | Coche     | 1        | 2         | 3         | 4         | 5        | 6         | 7        | 8        | 9     | 10    | 11    | 12    | 13    | 14    | 15    | 16    | 17    | 18    | 19    | 20    | Pos. | Puntos |
| ---- | -------------------- | --------- | -------- | --------- | --------- | --------- | -------- | --------- | -------- | -------- | ----- | ----- | ----- | ----- | ----- | ----- | ----- | ----- | ----- | ----- | ----- | ----- | ---- | ------ |
| 2006 | BMW Team Italy-Spain | BMW 320si | ITA 1 11 | ITA 2 Ret | FRA 1 Ret | FRA 2 Ret | GBR 1 11 | GBR 2 Ret | GER 1 18 | GER 2 16 | BRA 1 | BRA 2 | MEX 1 | MEX 2 | CZE 1 | CZE 2 | TUR 1 | TUR 2 | ESP 1 | ESP 2 | MAC 1 | MAC 2 | NC   | 0      |